# Hod

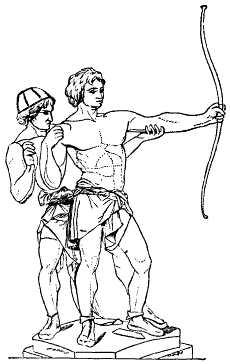
Loki enganya Hod perquè mati Baldre

En la mitologia escandinava, Hod o Hadu (en nòrdic antic Hǫðr, genitiu: Haðar) era un déu ans, cec, fill d’Odin i, per tant, germanastre o potser i tot (si també era fill de la Friga —cosa, tanmateix, que no s'especifica a les fonts medievals—), germà de Baldre. El teònim Hǫðr és un tema en -u i remunta a una forma germànica reconstruïda *ˈxaθuz. Hom sol relacionar aquesta forma amb el femení norrè occidental antic hǫð ‘batalla, combat’, ‘carnatge’; anglès antic heaðu, heaþu 'batalla'; alt-alemany antic hadu, hadhu 'combat, batalla'. Si la relació és encertada, el nom del déu s'ha d'interpretar com a «guerrer» o «batallador» o simplement, ‘discòrdia’. En aquest cas, fóra un paral·lel escandinau del substantiu comú de l'alemany modern Hader ‘discòrdia, enemistat; brega, baralla’.
La poquíssima informació que tenim sobre aquest déu es conté, d'una banda, a l'Edda en prosa (i, en concret, a la Gylfaginning i els Skáldskaparmál), a la Vǫlospá i, finalment, als Baldrs draumar. A més a més, també se'n parla a la Gesta Danorum d'en Saxo Grammaticus.
Gairebé tota la informació disponible gira al voltant del mite de la mort del déu Baldre a mans del déu Hod.
El mite de Baldre i el seu germà Hod ens és pervingut en dues versions escandinaves extremadament diferents, la islandiconorveguesa i la danesa, a les quals encara cal afegir-ne una de tercera, en anglosaxó.
La versió islandiconorveguesa de l'Snorri Sturluson és continguda a la seva Edda, i la danesa d'en Saxo Grammaticus, ho és al llibre III de les seves Gesta Danorum. Els noms islandesos d'aquests dos déus són Hǫðr i Baldr respectivament; les formes daneses que empra Saxo, són Høtherus i Baldre, respectivament. Pel que fa a la versió anglosaxona, que és continguda al Béowulf, versos 2434-2479, els dos germans aquí es diuen Herebeald (que fóra l'equivalent de Baldre) i Hæðcyn (que fóra l'equivalent de Hod).
Segons Snorri Sturluson, Hod fou l'ans qui va llançar una branca de vesc, guiat per Loki, al seu germà Baldre, la qual cosa el va matar perquè el vesc era l'única cosa d'aquest món contra la qual Baldre no era invulnerable.
Una nit, Baldre es va despertar i va dir als déus que havia tingut un somni terrible en el qual havia presenciat la seva pròpia mort. Com que tothom s'estimava a Baldre, tots els déus, i especialment Friga, van voler protegir-lo de tot. A instància de la deessa Friga, tot i tothom va jurar de no fer mal a Baldre, tret del vesc, perquè la deessa el va considerar massa jovenet per fer-li prestar el jurament de no fer res al Baldre. Loki, adoptant l'aparença d'una vella, va preguntar a Friga si havia protegit Baldre de tot. Friga li va dir a Loki que havia protegit a Baldre de tot llevat del vesc, perquè l'havia considerat massa jovenet per fer-li jurar que no faria mal a Baldre.
Quan totes les coses d'aquest món van haver prestat el jurament de no fer mai cap mal al Baldre, tots el déus van divertir-se ideant un joc en el qual disparaven a Baldre amb tota mena de coses, que, naturalment, no li ocasionaven cap mal, ja que, pel jurament que tot havia prestat a la Friga, Baldre s'havia convertit en invulnerable, de manera que ja no havia de patir per res. Loki va veure aleshores a Hod apartat dels altres déus i li preguntà per què no li tirava coses al Baldre. Hod li va dir que no tenia res per tirar-li i que, a més a més, no veia on era Baldre, ja que ell era cec. Aleshores Loki li donà la branca de vesc a Hod i li va dir que li tirés, que ell l'ajudaria a apuntar cap a Baldre. Aleshores, un cop va haver apuntat, Hod llançà el vesc a Baldre i aquest va morir.
Aleshores els déus van intentar rescatar a Baldre de Hel, el món del morts. Van enviar-hi el déu Hermod perquè intentés convèncer a Hel, la deessa de l'inframon, que deixés que Baldre tornés amb els déus. Hel li digué que el deixaria tornar si aconseguia que tot el que hi havia a l'Yggdrasil plorés la mort de Baldre. Els déus van demanar a tot el que hi havia als nou mons que ploressin la mort d'en Baldre i ho van fer tots. Després d'això, en Hermod va tornar a Hel -l'inframon, homòfon de la deessa que el regeix- i va demanar a la Hel que permetés al Baldre que tornés a la vida amb el déus, però Hel li digué que una guiga (gýgr) anomenada Toc (Þǫkk) —un nom parlant que significa agraïment— no havia plorat per Baldre i que, per tant, Baldre s'havia de quedar al Helheim. La gýgr era, en realitat, Loki transvestit.
Aleshores els déus van castigar Loki i Hod per aquest crim. Una versió del càstig que va rebre en Hod diu que Odin i la geganta Rind van engendrar el déu Vali perquè matés a Hod, cosa que, quan fou adult, realment va fer. L'altra versió diu que Odin i Friga es van assabentar que Hod i Loki eren els responsables de la mort de Baldre, i que aleshores van encomanar a Vali que vengés la mort de Baldre tot matant a Hod.
Per a Saxo, en canvi, Høtherus i Balderus —que és com ell els anomena a la seva obra escrita en llatí— són rivals per l'amor de la Nanna. Nanna estima Høtherus, no Balderus. Balderus és invulnerable i només se'l pot matar amb una espasa especial que Høtherus aconsegueix heure. La Nanna refusa les propostes de casament que li fa a Balderus. Høtherus entaula una batalla marina contra Balderus, ajudat pels altres déus. Tanmateix, Høtherus se'n porta la victòria i esdevé rei de Dinamarca. Balderus, més endavant, l'expulsarà, però, en fer-ho, serà turmentat per somnis fins que acaba emmalaltint. El regne de Dinamarca canvia de mans diverses vegades entre Høtherus i Balderus fins que Høtherus fereix Balderus amb l'espasa màgica. Balderus acaba morint a conseqüència d'aquestes ferides. Després, el venjador de Balderus mata a Høtherus. La versió de Saxo, per tant, presenta Balderus i Høtherus en papers inversos als de Snorri: Høtherus és el personatge positiu, l'heroi, mentre que Balderus és descrit amb termes negatius: poruc, violent, consumit pels seus desigs. A diferència del mite islandès, Høtherus i Balderus no són presentats ni com a bessons ni com a germans.
En la versió anglosaxona del mite, el príncep Hæðcyn mata accidentalment amb una fletxa el seu germà Herebeald. El pare de tots dos, el rei Hreðel, pateix la mort del seu fill Herebeald, però no pot prendre venjança de la seva mort, ja que qui l'ha mort també és fill seu. Tanmateix, el príncep Hæðcyn mor poc després en combat. Son pare Hreðel, llavors, privat de tots dos fills, és consumit pel dolor fins a morir.

## Després del Ragnaroc
Un fet molt important de cara a reconstruir el paper o la funció jugats pel déu Hod és que, després de l'incendi còsmic —la cosmempresi— amb què acaba el món actual, s'inicia un nou món amb un nou sol, una nova lluna, nous humans i nous déus. La fi del món, per tant, no és una fi absoluta, sinó cíclica: és fi d'un món antic i inici d'un món nou. Doncs bé, en aquest món nou posterior a l'apocalipsi escandinava, el Ragnaroc, els tres grans protagonistes d'aquesta tragèdia acabada d'esmentar, ço és, Hod, Baldre, Vali tornen de l'inframon per fundar (juntament amb Vídar, Modi i Magni) una nova nissaga de déus per a la nova nissaga humana.

## Remarques
1. ↑  «Macià Riutort i Riutort: ÍSLENSK-KATALÓNSK ORÐABÓK L - DICCIONARI ISLANDÈS-CATALÀ L». [Consulta: 26 maig 2024]. «A l'estrofa 62, valtívar, apareix emprat com a epítet dels déus Hod i Bàldur: aquests dos déus són els valtívar.»
2. ↑  «Mitologia norrena i celta | enciclopedia.cat». [Consulta: 26 maig 2024]. «Entre els nous déus es troben els fills de Tor, Modi (Mó∂i) –Coratge– i Magni (Magni) –Força– i també hi ha Baldre i Hadu (Hö∂r), retornats d’Eliudni (Éljú∂nir), els estatges de Hel.»
3. ↑  Hel és el nom del regne dels morts i, alhora, de la deessa que el regeix. El terme Helheimr no està atestat en norrè occidental antic, encara que sí forma part del lèxic de l'islandès modern.
4. ↑  Aquest terme se sol traduir per ogressa o geganta. En realitat, el més aconsellable és adoptar-lo -i adaptar-lo- al català.